# Alberto Cantoni
Alberto Cantoni, född 16 november 1841 i Pomponesco, död 11 april 1904 i Mantua, var en italiensk författare.
Cantoni skrev noveller och romaner av humoristisk typ, osäkra i fråga om framställningen och den kritiska iakttagelsen. Cantionis förnämsta arbeten är Un re umorista (1891), L'altalena delle simpatie (1893) och L'illustrissiomo (1906).